# Klockaremossen
Klockaremossen este o arie protejată (arie specială de conservare — SAC, sit de importanță comunitară — SCI) din Suedia întinsă pe o suprafață de 530 ha, integral pe uscat.

## Localizare
Centrul sitului Klockaremossen este situat la coordonatele 58°26′01″N 11°58′33″E / 58.4337°N 11.9759°E.

## Înființare
Situl Klockaremossen a fost declarat sit de importanță comunitară în ianuarie 1998 pentru a proteja 1 specie de plante. Situl a fost protejat și ca arie specială de conservare în martie 2011.

## Biodiversitate
Situată în ecoregiunea boreală, aria protejată conține 7 habitate naturale: Mlaștini împădurite, Lacuri și iazuri distrofice naturale, Mlaștini alcaline, Mlaștini turboase de tranziție și turbării mișcătoare, Turbării active, Păduri acidofile de stejar bătrân cu Quercus robur pe câmpii nisipoase, Cursuri de apă de la nivel de câmpie la nivel montan, cu vegetație Ranunculion fluitantis și Callitricho-Batrachion.
La baza desemnării sitului se află o specie protejată de  plante: Dichelyma capillaceum.